# 28 Bellona
28 Bellona este un asteroid de tip S din centura de asteroizi. A fost descoperit de R. Luther la 1 martie 1854. Este numit după Bellona zeița războiului din mitologia romană, acest nume a fost ales pentru a marca începutul Războiului Crimeii.
Bellona a fost studiat prin radar.